# ジョージ・ダイソン
ジョージ・ダイソン（George Dyson, 1883年5月28日 ウェストヨークシャー州ハリファクス - 1964年9月28日 ウィンチェスター）は、英国の作曲家。息子は物理学者のフリーマン・ダイソン。孫娘のエスターは哲学者、その弟で同名のジョージは科学史家である。

## 略歴
王立音楽大学に学び、メンデルスゾーン遊学奨学金の勝者となって、イタリアとドイツに留学することができた。その後30年にわたって（ラグビー校やウェリントン・カレッジ、ウィンチェスター・カレッジで）教壇に立った後、1937年に王立音楽大学学長に任命された。1941年に叙勲されナイトとなり、1953年には中級勲爵士の称号を得た。

## 作品
作品に《交響曲ト長調》（1937年）、《ヴァイオリン協奏曲》など多くの器楽曲のほかに、数多くの合唱曲がある。交響曲は、アーネスト・ジョン・モーランの交響曲と同時期に着手され（しかも同年に完成され）ており、様式的にも類似点が見られる。いずれも45分ほどの長さで、どちらの作曲家にとっても管弦楽曲では最も長い野心作である。しかも楽器法や和声法において、ジャン・シベリウスからの影響が多少なりとも顕著である。

## 著作
- George Dyson, The New Music (1924)
- George Dyson, The Progress of Music (1932)
- George Dyson, Fiddling While Rome Burns (1954)
- George Dyson,  Manual of Grenade Fighting